# Hamilton Luske
Hamilton Luske (Chicago, Illinois, 16 de outubro de 1903 - Bel Air, Califórnia, 19 de fevereiro de 1968) foi um animador e cineasta americano que assinou o estúdio da Walt Disney Pictures. Ele se juntou ao estúdio de animação Walt Disney Productions em 1931 e logo foi confiado por Walt Disney o suficiente para ser nomeado supervisor de animação de Branca de Neve e os Sete Anões.
Ele dirigiu muitos filmes e curtas de animação da Disney de 1936 até sua morte em 1968. Em 1965, ele ganhou o Oscar de Melhores Efeitos Visuais por dirigir a seqüência de animação em Mary Poppins.

## Filmografia como diretor
- Pinocchio (1940)
- Fantasia (1940)
- The Reluctant Dragon (1941)
- Saludos Amigos (1942)
- Make Mine Music (1946)
- Fun and Fancy Free (1947)
- Melody Time (1948)
- So Dear to My Heart (1948)
- Cinderella (1950)
- Alice in Wonderland (1951)
- Peter Pan (1953)
- Ben and Me (1953)
- Lady and the Tramp (1955)
- Donald in Mathmagic Land (1959)
- 101 Dalmatians (1961)
- Mary Poppins (1964) (diretor de animação)
- Scrooge McDuck and Money (1967)